# سال پنج امپراتور
سال پنج امپراتور (به لاتین: Annus Quinque Imperatorum) اشاره به سال ۱۹۳ میلادی دارد که در آن سال پنج نفر مدعی تاج و تخت امپراتوری روم شدند. این پنج نفر عبارت بودند از پرتیناکس، دیدیوس جولیانوس، پسنیوس نیگر، کلودیوس آلبینوس و سپتیموس سوروس.

## رویداد
کومودوس، امپراتور وقت روم کمی پیش از آغاز سال ۱۹۳ میلادی در ۳۱ دسامبر ۱۹۲ به قتل رسید و پرتیناکس در ۱ ژانویهٔ ۱۹۳ خود را امپراتور خواند. اما دیری نپایید که پرتورینها او را در ۲۸ مارس همان سال به قتل رساندند. بااین‌حال در همان روز دیدیوس جولیانوس با پشت سر گذاشتن تیتوس فلاویوس سولپیچانوس (پدرزن پرتیناکس) خود را امپراتور نامید. فلاویوس سولپیچانوس برای جلب حمایت سربازان به آنان پیشنهاد پرداخت ۲۰ هزار سستریوس را کرده بود که ۸ برابر بیشتر از حقوق سالانهٔ آنان بود. اما دیدیوس جولیانوس ۲۵ هزار سکه به سربازان داد و در ۲۸ مارس ۱۹۳ از سوی سنای روم به عنوان امپراتور جدید روم معرفی شد.
اما تاج و تخت امپراتوری توسط سه رومی برجستهٔ دیگر نیز به چالش کشیده شده بود که این سه نفر عبارت بودند از پسنیوس نیگر در سوریه، کلودیوس آلبینوس در بریتانیا و سپتیموس سوروس در پانونیا. سپتیموس سوروس به روم لشکر کشید و پس از در دست گرفتن قدرت، دیدیوس جولیانوس را در ۱ ژوئن ۱۹۳ گردن زد. او سپس گارد پرتورین‌ها را عزل و سربازانی که پرتیناکس را به قتل رسانده بودند را اعدام نمود. او سپس در همان سال به‌منظور تحکیم موقعیتش وارد نبرد سیزیکوس و نیقیه با پسنیوس نیگر شد و توانست او را سرانجام در نبرد ایسوس در ۱۹۴ شکست دهد. کلودیوس آلبینوس نیز که نخست به‌گمان جانشینی سپتیموس سوروس از او حمایت می‌کرد پس از آنکه دریافت سوروس اندیشه‌های دیگری در سر دارد در سال ۱۹۵ خود را امپراتور خواند. با این‌حال سپتیموس سوروس موفق به شکست او در نبرد لوگدونوم در ۱۹ فوریه ۱۹۷ شد. به‌دنبال این شکست آلبینوس یا خود خودکشی کرد یا به فرمان سپتیموس سوروس اعدام گردید.

## نگارخانه

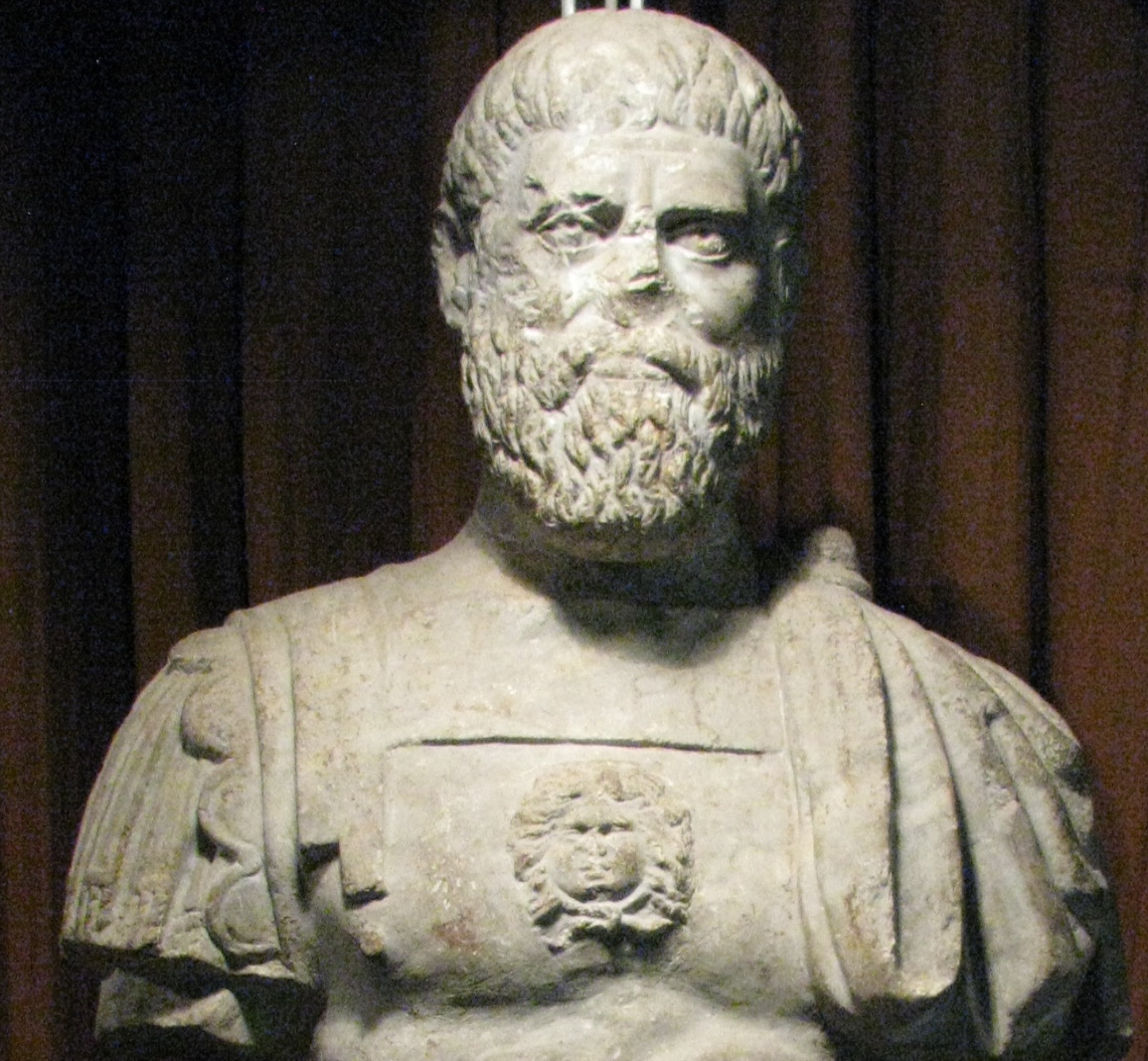
پرتیناکس
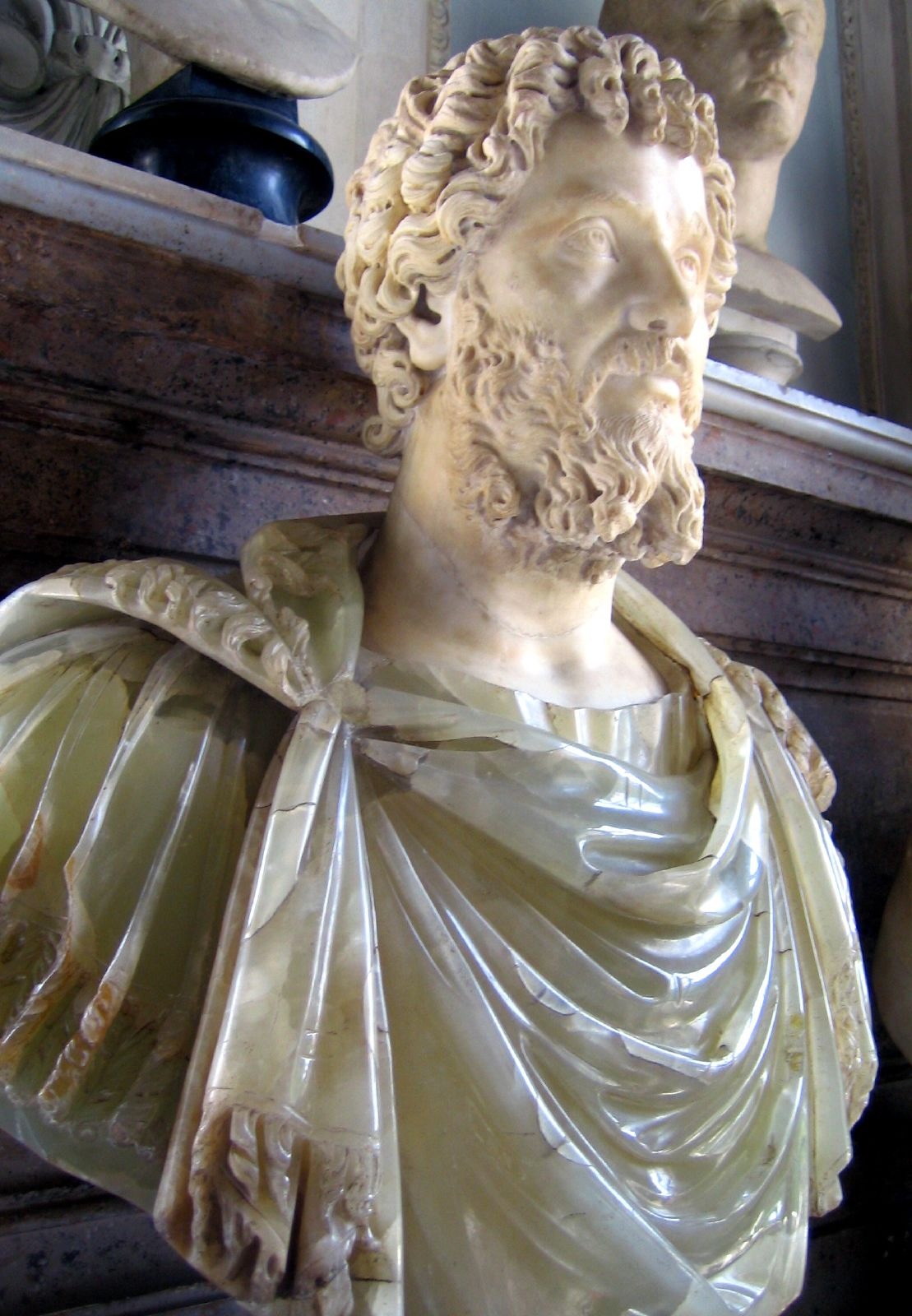
سپتیموس سوروس
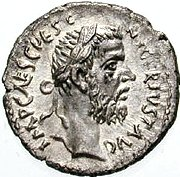
پسنیوس نیگر
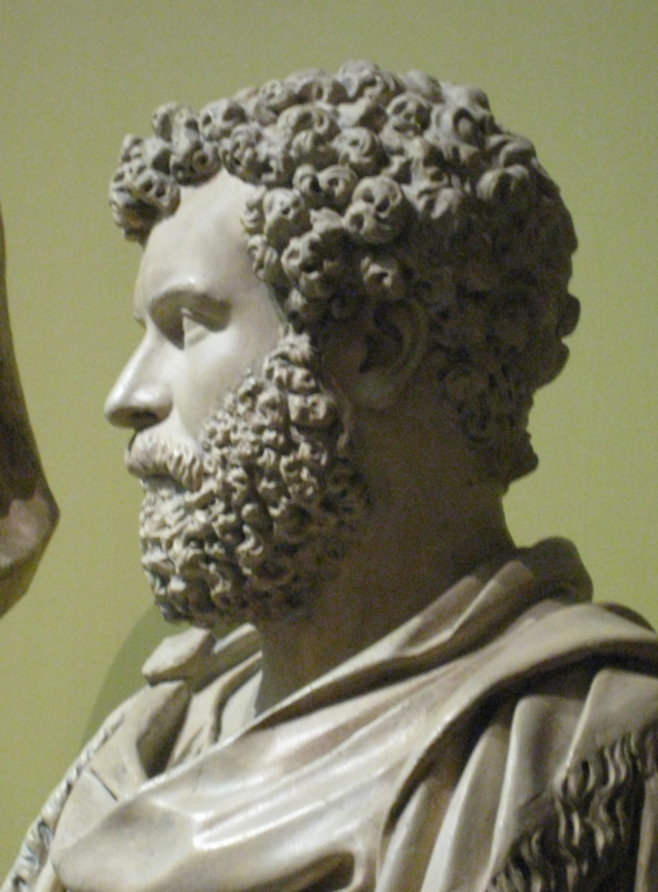
کلودیوس آلبینوس